# Fisterfjorden
Fisterfjorden er en fjordarm af Boknafjorden i Ryfylke mellem Finnøy og Hjelmeland kommune i Rogaland fylke i Norge. Den er en fortsættelse af Fognafjorden, som ligger længere mod sydvest. Indløbet ligger nord for hvor  Årdalsfjorden går mod øst fra Fognafjorden, mellem Helgøy i Hjelmeland og Buøyna i Finnøy, syd for Byre. 
Det meste af fjorden ligger i Hjelmeland kommune og strækker sig 11 kilometer mod nordøst mellem Fister i syd og Randøy i nord. Landsbyen  Fister, som har lagt  navn til fjorden, ligger halvvejs inde i fjorden i enden af Fistervågen. På sydsiden af Randøy ligger Kvaløyna, Ospholmen og Prestholmen. I nord ender Fisterfjorden ved Ølesundet. Over Ølesundet går der en bro som fører  fylkesvei 650 over til Randøy. På nordsiden af Ølesundet ligger Hjelmelandsfjorden.